# Glypta exigua
Glypta exigua är en stekelart som beskrevs av Dasch 1988. Glypta exigua ingår i släktet Glypta och familjen brokparasitsteklar. Inga underarter finns listade i Catalogue of Life.